# آتیکا (رستوران)
آتیکا (انگلیسی: Attica) رستورانی با غذاهای عالی در ملبورن استرالیا است که توسط بن شوری اداره می‌شود. این رستوران چندین جایزه در استرالیا برده‌است و از سال ۲۰۱۰ نامش در فهرست ۵۰ رستوران برتر جهان قرار دارد. این رستوران را یک پزشک اورژانس بیمارستان کابرینی به‌همراه همسرش در ساختمان پیشین یک بانک راه‌اندازی کردند، اما چون دو سرآشپز آن نتوانستند مشتری کافی به رستوران جلب کنند، پزشک و همسرش رستوران بن شوری را در سال ۲۰۰۵ استخدام کردند، به او اختیار کامل در نوآوری و خلق غذاهای مورد نشرش دادند. در ژانویه ۲۰۱۵، بن شوری رستوران را از مالکان پیشین خرید.